# Вуковарска резолуција
Вуковарска резолуција је била документ којим су Срби из Вуковара и околине крајем 1939. године од централне југословенске власти тражили изузеће вуковарског среза из Бановине Хрватске, односно његово прикључење Дунавској бановини или будућој Бановини Србији.

## Политичке околности
Споразумом Цветковић—Мачек, од Савске и Приморске бановине, као и дијелова Дунавске, Врбаске, Дринске и Зетске бановине створена је Бановина Хрватска, те су у њу ушла многа подручја (срезови) гдје Хрвати нису имали етничку већину (тј. гдје су Срби били већина), односно подручја која раније нису била у саставу хрватске државе (Превлака, Дубровник и западни Срем). То је изазвало негодовање дијела српског народа, јер стварањем Бановине Хрватске, није ријешено тзв. српско питање. Због тога, као и отвореног антисрпског расположења режима у бановини, услиједили су бројни протести, већином подстакнути или организовани од стране Српског културног клуба, којима су тражили ревизију споразума Цветковић—Мачек, односно ревизију граница новонастале бановине Хрватске, тврдећи да споразум нису потписали представници свих Срба, већ да је он резултат погодбе круне и представника ХСС-а. Српски културни клуб је у својем листу Српски глас, кроз разне чланке износио став о неопходности политичке аутономије Срба у Бановини Хрватској (у 19 срезова гдје су чинили апсолутну или релативну већину) или омогућавања одвајања од Бановине Хрватске и прикључења другим бановинама, које би касније ушле у састав Бановине Србије. Из тих разлога, Српски културни клуб је оснивао своје пододборе на подручју источне Славоније, Срема и Босанске Посавине, те је крајем 1939. године почео са прикупљањем потписа за одвајање илочког, шидског и вуковарског среза од Бановине Хрватске.
Иако је вуковарски срез иницијално и био у Савској бановини, многи Срби овог краја осјећали су се угроженим од нове антисрпске и антијугословенске власти. Из тог разлога су 1940. године, представници Срба из вуковарског среза плебисцитарно захтјевали да се „вуковарски срез одвоји од Бановине Хрватске и припоји дунавској бановини, у циљу опстанка већинских Срба, али и Хрвата Југословена”.

## Историјски, географски и остали осврти резолуције

### Историјски разлози
Као главни разлози, у резолуцији су наведени историјски разлози:
Вуковар је кроз више година био седиште Сремске жупаније, а такав свакако саставни део Срема који је са Банатом и Бачком сачињавао Српску Војводину. То не може нико побити, јер и народна душа дала томе израза у песми ’Срем, Банат и Бачка, три срца јуначка’. Српску већину у вуковарском срезу имали смо већ неколико стољећа. То се види из разних података; тако један савремени немачки писац из прве половине 18 века пише: ’Православни саградише 1731. цркву, те за њену грађу затражише од властелинства 50.000 цигала. Било им је удовољено тим више, што су у спахилуку православни бројно претежнији били, а њихова секта била је такођер и трпљена, те су у Вуковару већ од прије своју цркву имали, а и иначе је спахијска цигла слабу прођу имала’.
Када на позив сремско-карловачког митрополита Вићентија Јовановића долазе руски учитељи да уче српску младеж, један од тих учитеља остаје у Сремским Карловцима, док други одлазе у Београд и Вуковар, да тамо оснивају школе. То што је 1733. године Тимитеј Левандовски отишао у Вуковар и основао тамо српску школу, показује колико је већ у то доба Вуковар био јак српски културни центар. Он то остаје и даље кроз историју до данас. Тако Вуковар даје првог српског новинара и полиглота Захарија Стефановића Орфелина, претечу Доситеја Обрадовића.

На ’Доброј води’, излетишту Вуковара, где су се крај црквице Св. Параскеве редовно скупљали српски прваци Срема, налазио је Бранко Радичевић надахнуће за своје песме. Светозар Милетић при повратку из Ваца прво навраћа у Вуковар да посети српски политички центар Срема. Ови примери нису јединствени, њима се по потреби могу придодати још многи, док културна и просветна српска друштва и данас говоре о акцији Срба Вуковара.

### Географски и комуникацијски разлози
Што се тиче географских разлога за припојење Вуковара Дунавској бановини, представници Срба вуковарског среза у резолуцији су истакли да „Вуковар, лежећи на огранцима Фрушке горе и на Дунаву, свакако чини географску целину са Сремом, а не са Славонијом”.
Комуникацијски разлози, били су видљиви из чињеница што „Вуковар и највећи део Срема, лежи на Дунаву — најважнијој европској артерији која га води к Новом Саду”.

### Економски разлози
Према потписницима резолуције, Вуковар у економском погледу, „чинећи економску целину са Сремом, апсолутно и једино гравитира ка Новом Саду... За регулисање цена привредних продуката на вуковарском тржишту једино је меродавна новосадска продуктна берза. Куповину пољопривредних справа сељак среза вуковарског врши једино у Новом Саду. Сама привредна структура вуковарског среза истоветна је са оном Дунавске бановине”.

### Политички разлози
Као политичке разлоге ове резолуције, потписници наводе то да је Вуковар политички одувијек чинио цјелину са остатком Срема, односно тадашњом Дунавском бановином: „Ни на једним изборима Хрвати и њихове политичке странке нису добили никада у овом срезу изборну већину, па према томе ни свога посланика. У кампањи за спровођење политичког преуређења земље, тражено је од стране Хрвата поштовање историјских индивидуалности. Ако оне буду и овде поштоване, Вуковар би могао да припадне Војводини”.
Такође, навели су и то да је према попису становништва из 1931. године у вуковарском срезу живјело 51.334 становника, од чега је било 26.342 Срба, 11.893 Хрвата, а остатак су чиниле националне мањине (Нијемци, Мађари, Руси/Русини, Чеси, Словаци, Јевреји...), те тиме вуковарски срез, као подручје већински насељено Србима, нема основе бити дио Бановине Хрватске.

## Потписници
Иницијатори и аутори резолуције су били Марко Р. Бингулац и Марко Љ. Бугарски, те су као такви наведени као први потписници резолуције. Након њих услиједили су потписи представника српских православних црквених општина:
- за српску црквену општину вуковарску потписници су били њен предсједник Теодор Селаковић и Цветко Бингулац и прота Јован Козобарић,
- за црквену општину у Борову парох Богдан Дејановић, протојереј Ђурица Скакић и потпредсједник Милан Бузаретић,
- за црквену општину у Габошу потписници су били предсједник Андрија Челић и парох Милан Петовић,
- за Трпињу предсједник Јово Палић и парох Спасоје Вукотић,
- за црквену општину у Маркушици предсједник Младен Петровић,
- за црквену општину у Вери потписници су били предсједник Ђуро Машић и парох Ђуро Машић,
- у Негославцима предсједник Радован Црњански и парох Петар Остојић,
- у Боботи предсједник Милош Малетић и парох Ђуро Машић,
- у Пачетину предсједник Димитрије Црногорац и парох Николај Семченко,
- у Бршадину предсједник Живко Симић и јереј Ђорђе Мишић,
- у Миклушевцима и Чаковцима потписали су парох Кипријан Релић и Коста Анђелић,
- у Острову предсједник Милан Вучевац и парох Душан Блидовић,
- у Маринцима парох Василије Ленгенфелдер и предсједник Никола Живановић,
- у Опатовцу и Сотину прота Емилијан Јосифовић и предсједник Миливој Кекић и
- у Палачи парох Борисав Божић и предсједник Душан Петојевић.

## Епилог
Аутори резолуције су од краљевског намјесништва захтјевали искључење вуковарског среза из Бановине Хрватске непосредно или путем плебисцита. Након тога су и Срби из шидског среза исто захтјевали од бановинске власти, односно, упутили су телеграм бану Ивану Шубашићу у којем се придружују резолуцији вуковарских Срба. Искључење се никада није десило, што због незаинтересираности владе Цветковић—Мачек, што због почетка Другог свјетског рата.